# Robert Penn Warren

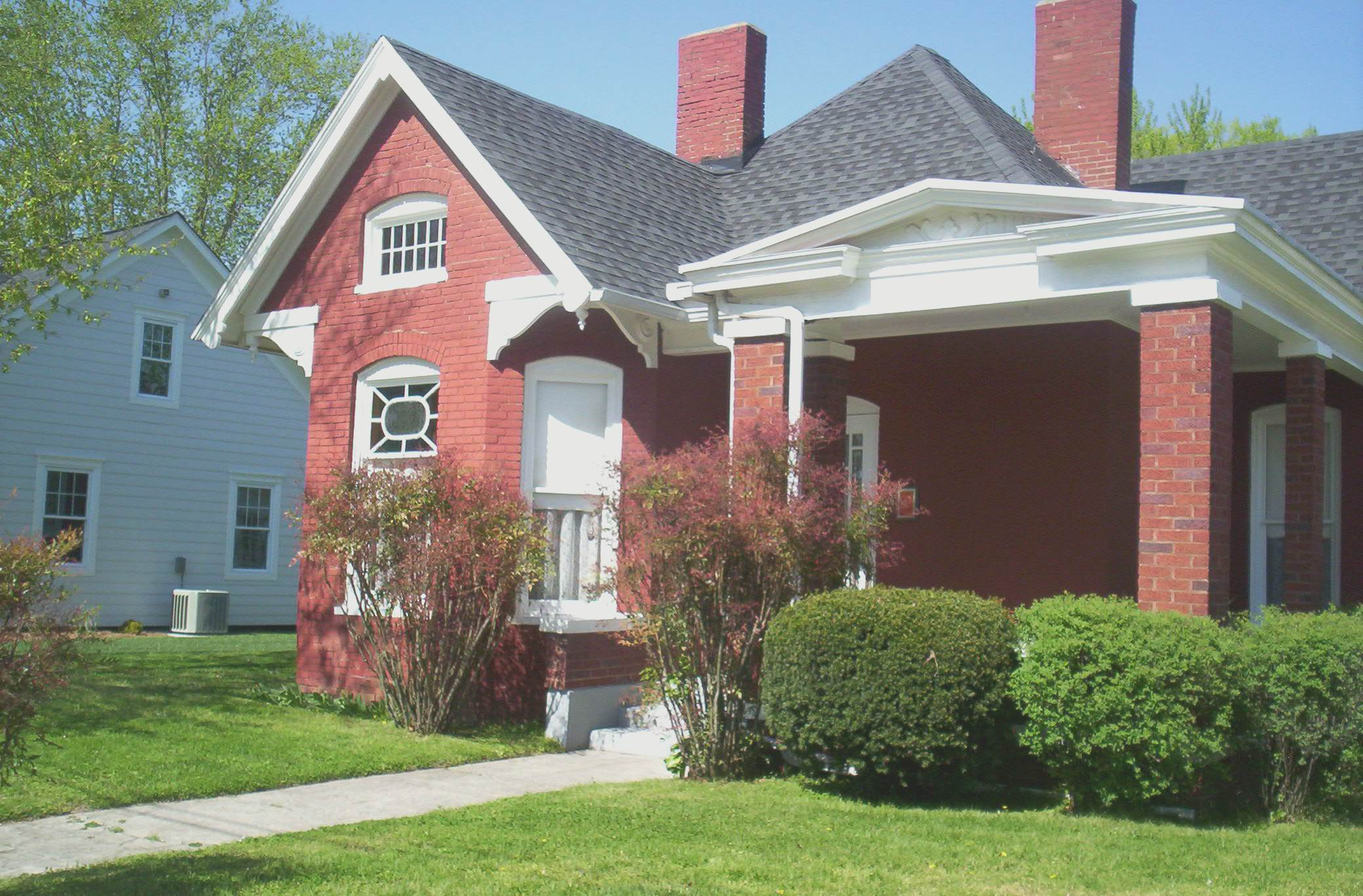
Dom rodzinny Roberta Penna Warrena

Robert Penn Warren (ur. 24 kwietnia 1905 w Guthrie, Kentucky, zm. 15 września 1989 w Stratton, Vermont) – amerykański pisarz, poeta i krytyk literacki. 

## Życiorys
Studiował pocztowo w USA, a następnie na Uniwersytecie Oksfordzkim. Od 1930 wykładał na uczelniach amerykańskich (Uniwersytet Vanderbilta, Uniwersytet Stanu Luizjana, Uniwersytet Minnesoty i Uniwersytet Yale). W okresie studiów u Vanderbilta przystąpił do grupy młodych pisarzy Południa skupionych wokół dwumiesięcznika The Fugitive. Był w tym okresie bliski konserwatywno-utopijnemu agraryzmowi oraz regionalizmowi literackiemu. Przyczynił się w znaczący sposób do zwycięstwa w USA neokrytycznej metody interpretacji w dydaktyce na uczelniach wyższych. Wydawał The Southern Review, stanowiącą nieformalny organ neokrytyków. 
W 1947 zdobył Nagrodę Pulitzera za swoją najbardziej znaną książkę All the King's Men (wydanie polskie: Gubernator), która została kilkukrotnie zekranizowana: w 1949 (w Polsce pod tytułem Gubernator) i w 2006 (tytuł polski: Wszyscy ludzie króla), a także w ZSRR w 1971 jako Вся королевская рать. 
W późniejszych latach zdobywał tę nagrodę jeszcze dwukrotnie - w 1958 za zbiór wierszy Promises: Poems 1954-1956, a w 1979 za Now and Then.

## Dzieła
Wybrane dzieła:
- Thirty-six Poems (1935, tomik poetycki),
- An Approach to Literature (1936, wraz z Cleanthem Brooksem),
- Understanding Poetry (1938, wraz z Cleanthem Brooksem),
- Understanding Fiction (1943, wraz z Cleanthem Brooksem),
- The Rime of the Ancient Mariner (1946),
- All the King's Man (pol. Gubernator, 1946, powieść o społecznych i moralnych problemach Południa),
- Modern Rethoric (1949, wraz z Cleanthem Brooksem),
- Selected Essays (1958)[2].